# Isla Verde (Taiwán)

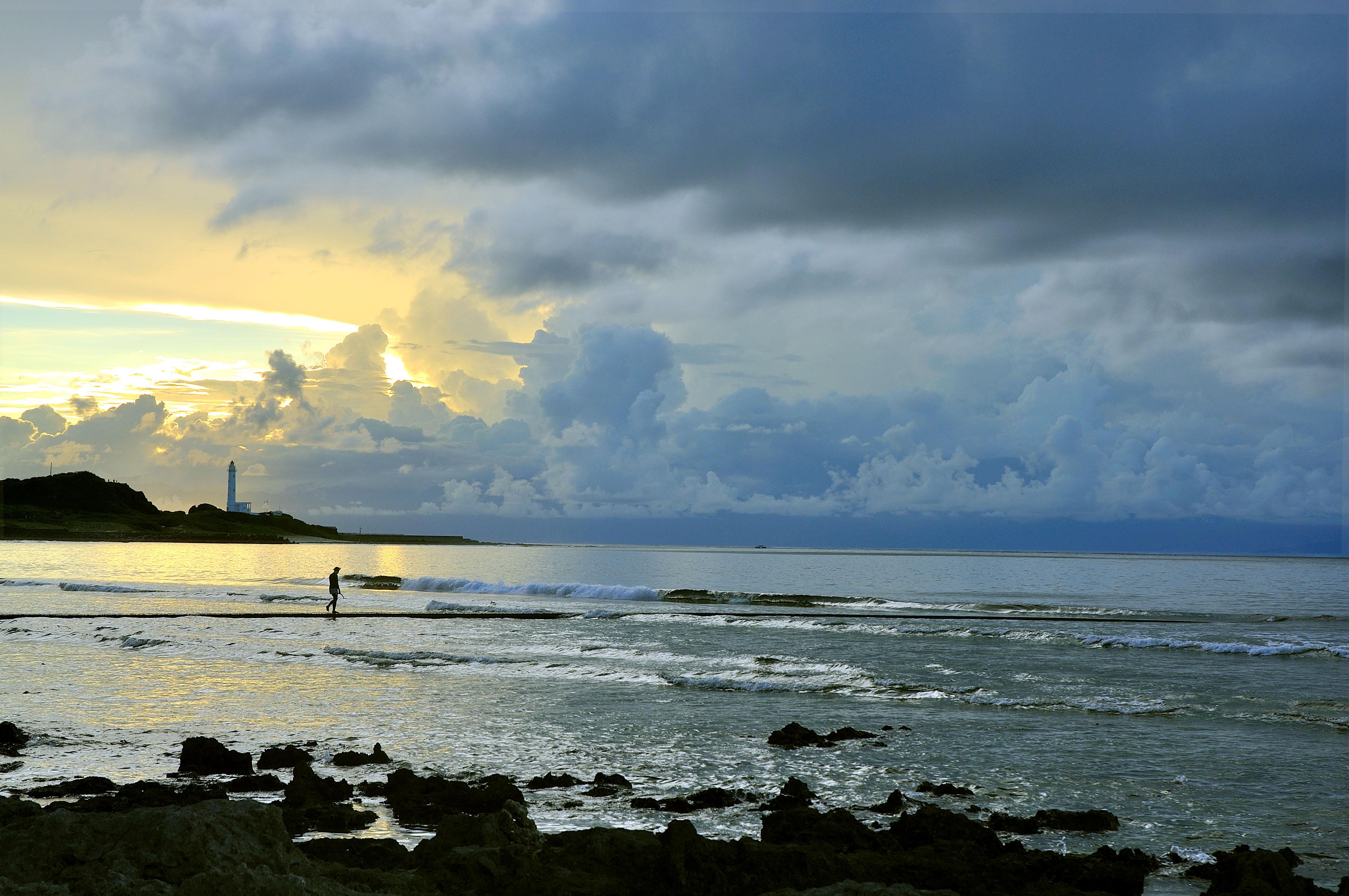
Playa Chaikou

Isla Verde, también conocido como Lvdao o Ludao (en chino:綠島; pinyin: Lǜ Dǎo), es un municipio ubicado en el condado de Taitung, Taiwán. Tiene una población estimada, a fines de febrero de 2022, de 4132 habitantes.
La romanización oficial del nombre es Tyudao.
Abarca toda la superficie de la Isla Verde, una pequeña isla volcánica en el Océano Pacífico, a unos 33 km (20,5 millas) de la costa oriental de Taiwán.
En el siglo XIX era conocida como Isla Samasana y los japoneses la llamaban Kasho-to (火燒島). La isla tiene una superficie de 15,09 kilómetros cuadrados.
Es una de las dos áreas costa afuera del país (la otra es la Isla Orquídea, o Lanyu). Isla Verde es la cuarta isla más grande de Taiwán.
Es accesible por avión, en un viaje que dura de 8 a 12 minutos desde la ciudad de Taitung. También hay transbordadores capaces de llevar a más de 250 pasajeros.
Isla Verde es ahora un local popular de destino para los locales y los extranjeros que residen en Taiwán.
Es principalmente conocida por haber sido el lugar donde estaba situado un penal para presos políticos durante el período de ley marcial de Taiwán (1949-1987).